# Cyrtochilum undulatum
Cyrtochilum undulatum är en orkidéart som beskrevs av Carl Sigismund Kunth. Cyrtochilum undulatum ingår i släktet Cyrtochilum, och familjen orkidéer.
Artens utbredningsområde är Colombia. Inga underarter finns listade i Catalogue of Life.